# Eslavos meridionais
Os eslavos meridionais ou eslavos do sul são o ramo etnográfico meridional dos povos eslavos, constituído por grupos étnicos relacionados entre si que falam línguas eslavas meridionais e que são nativos da península dos Balcãs, da Planície da Panónia e dos Alpes orientais. O número de eslavos meridionais ascende a aproximadamente 40 milhões e incluem os búlgaros, sérvios, croatas, eslavo-macedónios, eslovenos, bósnios, montenegrinos e outros grupos étnicos de menor dimensão.
Constituem a maior parte da população dos países da Europa Central e Meridional da Bulgária, Bósnia e Herzegovina, Croácia, Eslovénia, Macedónia, Montenegro, Sérvia. Os seus territórios estão separados do resto das nações eslavas desde o século XV pelos estados não eslavos da Áustria, Hungria e Roménia, o que deu origem a diferenças na progressão histórica relativamente aos eslavos orientais e eslavos ocidentais.

## História

### Primeiros registos
Pouco se sabe acerca dos eslavos antas (em latim: Antae) do século V. A sua história anterior só pode ser deduzida de forma hipotética através de estudos arqueológicos e linguísticos. Muito do que se da sua história depois do século VI é das obras dos historiadores bizantinos.[carece de fontes?]
Na sua obra De Bellis, Procópio de Cesareia descreve os eslavos como anormalmente altos e fortes, com tez bronzeada e cabelo arruivado e com hábitos rudes e primitivos. Viviam em cabanas, usualmente distantes umas das outras e mudavam frequente de local de residência. Não eram governados por um líder único, mas durante muito tempo viveram em "democracia" (ou anarquia).[carece de fontes?] João de Éfeso apresenta os eslavos na sua obra História Eclesiástica como extremamente violentos. Provavelmente acreditavam em vários deuses, mas Procópio sugere que adoravam um deus, provavelmente supremo, ou seja, possivelmente eram henoteístas. Esse deus tem sido frequentemente identificado como Perunú, o criador do relâmpago. Os eslavos iam para a batalha a pé, carregando diretamente sobre o inimigo, armados de lanças e pequenos escudos, e não usavam armadura.[carece de fontes?]
Essa informação é complementada pelo Estratégico de Maurício, o manual de guerra atribuído ao imperador bizantino Maurício (r. 582–602), onde os eslavos são descritos como numerosos mas desorganizados e sem líderes, resistentes às privações e não se deixando escravizar ou conquistar. Construíam as suas habitações em florestas, junto a rios e zonas húmidas. O historiador bizantino Jordanes (século VI) escreveu que os eslavos «têm a sua terra natal no Danúbio, não longe da margem norte». Há relatos subsequentes acerca de estados eslavos primitivos e da interação dos eslavos com os gregos no Sobre a Administração Imperial de Constantino VII Porfirogénito (r. 913–959), das compilações dos Milagres de São Demétrio, na História de Teofilato Simocata (início do século VII) e nos Annales regni Francorum ("Anais do reino Franco", séculos VIII e IX).[carece de fontes?]

### Migrações e local de origem
Antes dos haplogrupos terem sido identificados por testes genéticos, os estudiosos tendiam a localizar o Urheimat eslavo nos marismas de Pinsk (ou Pripet), na Ucrânia, ou alternativamente entre os rios Bug e Dniepre. Fontes do século V referem que os eslavos viviam a norte do Danúbio. Supostamente, a partir desse século espalharam-se em todas as direções. Os Balcãs foi uma das regiões que se encontrou na rota de expansão dos eslavos. Atualmente sabe-se que os haplogrupos eslavos se expandiram para leste e não para oeste, mas a questão de qual é a terra natal original dos eslavos mantém-se em aberto.[carece de fontes?]
No que concerne aos eslavos mencionados pelos cronistas bizantinos do século VI, Florin Curta afirma que a sua "terra natal" era a norte do Danúbio e não nas zonas fronteiriças entre a Ucrânia e a Bielorrússia. Ele esclarece que a forma itinerante de agricultura (desconheciam a rotação de culturas) "pode ter encorajado a mobilidade numa escala micro regional". A cultura material do Danúbio sugere que houve uma evolução das sociedade eslava entre o início do século VII e o século VIII. À medida que os bizantinos reforçaram as defesas no Danúbio em meados do século VI, o produto das pilhagens dos eslavos diminuíram. Como reação a este isolamento económico e ameaças externas (por exemplo, dos ávaros e dos bizantinos), ocorreu uma mobilização militar. Sítios arqueológicos do final do século VII mostram que os assentamentos que primitivamente não passavam de grupos de lugarejos, começaram a evoluir para comunidades maiores com áreas diferenciadas (por exemplo áreas específicas para festas públicas e áreas "industriais" para artífices). À mediada que as elites ganharam proeminência, incorporaram "um interesse e responsabilidade coletiva" pelo grupo. "Se essa identidade de grupo pode ser chamada etnicidade, e se essa etnicidade pode ser chamada eslava, então ela formou-se certamente na sombra dos fortes de Justiniano, não nos pântanos de Pripet.
Os bizantinos agrupavam genericamente as numerosas tribos eslavas em dois grupos: os esclavenos e os antes. Aparentemente os esclavenos viviam ao longo do médio Danúbio, enquanto que os antes estavam no baixo Danúbio, na Cítia Menor. Alguns académicos, como o búlgaro Zlatarsky, sugerem que o primeiro grupo se fixou nos Balcãs ocidentais, tornando-se os precursores do grupo linguístico que se tornaria o sérvio, enquanto ramos dos antes se fixaram nas regiões orientais (em termos aproximados), tornando-se os antepassados dos búlgaros. Do Danúbio começaram a fazer raides no Império Bizantino a partir da década de 520, com frequência anual. Espalhavam a destruição, pilhando e roubando gado, fazendo prisioneiros e conquistando fortalezas. Era frequente que os bizantinos estivessem pressionados pela defesa das suas ricas províncias asiáticas dos árabes, persas e turcos, o que tinha como consequência que até pequenos grupos desorganizados de eslavos eram capazes de causar muitos distúrbios, apesar de não conseguir capturar as cidades maiores e mais fortificadas.
A fixação em larga escala dos eslavos nos Balcãs iniciou-se no final da década de 570 e início da década seguinte. Menandro Protetor, um historiador bizantino do final do século VI, refere a chegada de 100 000 eslavos à Trácia e Ilíria, — provavelmente com algum exagero — que tomavam cidades e se fixavam. Estes movimentos de população em larga escala estão associados à chegada dos ávaros, um grupo nómada túrquicos que tinha perdido uma guerra contras outros nómadas mais a leste e se fixaram na Bacia Cárpata subjugando muitas das tribos eslavas mais pequenas. O movimento foi facilitado pelo facto do Império Bizantino estar então enredado numa série de guerras com a Pérsia e por isso não ter podido enviar tropas para os Balcãs. Por volta da década de 580, à medida que as comunidades eslavas no Danúbio ficaram maiores e mais organizadas, e os ávaros exerciam a sua influência, os raides tornaram-se maiores e resultaram em que os eslavos estabelecessem assentamentos permanentes. Muitos estudiosos consideram o período de 581-584 como o início da colonização eslava em larga escala nos Balcãs. Sensivelmente nessa altura, a crónica conhecida como os Milagres de São Demétrio fala em fixação em larga escala de eslavos na área em volta de Salonica, embora os eslavos nunca tenham chegado a tomar a cidade.
Em 591, os bizantinos terminaram a guerra com os persas e foi feita uma tentativa séria de repor a fronteira norte do império pelo imperador Maurício, um experiente estratega. Embora tivesse bastante sucesso, Maurício não logrou eliminar completamente os ávaros e acabou por ser deposto e assassinado em 602, em parte devido à sua recusa em pagar resgate por um número elevado de reféns que por isso foram chacinados pelos ávaros. A guerra com os persas reacendeu-se pouco tempo depois e a fronteira setentrional colapsaria novamente.
Os ávaros chegaram à Europa no final da década de 550. Embora a sua identidade não fossem durar muito tempo, os ávaros tiveram um grande impacto nos acontecimentos dos Balcãs. Estabeleceram-se na planície cárpata, a ocidente dos principais assentamentos eslavos. Esmagaram o reino germânico dos gépidas e empurraram os lombardos para a Itália, dividindo os Balcãs ocidentais. Firmaram a sua autoridade sobre muitos eslavos, os quais estavam divididos em numerosas tribos pequenas. Muitos eslavos foram deslocados para a base ávara na bacia cárpata e foram convencidos a tornar-se uma força muito eficaz de infantaria. Outras tribos eslavas continuaram a fazer assaltos de forma independente, por vezes aliando-se e coordenando os ataques com os ávaros. Houve ainda outros eslavos que se infiltraram nos territórios do Império Bizantino fugindo dos ávaros.
Os ávaros e os seus aliados eslavos focaram-se sobretudo nos Balcãs ocidentais, enquanto as tribos eslavas que continuaram independentes predominaram no oriente. Após o cerco fracassado a Constantinopla em 626, a reputação dos ávaros diminuiu, e a confederação foi perturbada por guerras civis entre os ávaros e os seus clientes búlgaros e eslavos. A sua área de influência passou a restringir-se à bacia cárpata. As evidências arqueológica mostram que houve mistura das culturas eslava, ávara e gépida, sugerindo que os últimos ávaros eram uma amálgama de diferentes povos. Finalmente, cerca de 810, o canato ávaro desmoronou-se depois de sucessivas derrotas frente aos francos, búlgaros e eslavos, e deixou de se ouvir falar dos ávaros — os que restaram foram absorvidos pelos eslavos e búlgaros.
Os sérvios são uma das tribos mencionadas entre as tribos eslavas já presentes nos Balcãs. Sabe-se muito pouco acerca das suas origens. Segundo o Sobre a Administração Imperial, o imperador Heráclio (r. 610–641) convidou-os para serem federados para combaterem os ávaros. Os sérvios migraram da sua pátria original no sul da Polónia entre 615 e 640 d.C. No entanto, exceto por aquele documento (frequentemente disputado), não há provas específicas da sua migração. Alguns sugerem que chegaram aos Balcãs com o resto dos migrantes eslavos, tornando-se depois mais proeminentes que as restantes tribos, emergindo como uma espécie de clã reinante entre as tribos eslavas vizinhas.
Cerca de 700, os eslavos estavam estabelecidos na maior parte dos Balcãs, desde a Áustria até ao Peloponeso, e do Adriático até ao Mar Negro, à excepção das áreas costeiras de algumas regiões montanhosas da Grécia peninsular. O padrão de ocupação estava longe de ser uniforme, com maior concentração ao longo das principais rotas, como o vale do Morava. Um número bastante menor de eslavos parece ter-se fixado noutras zonas da Grécia onde houve presença eslava, o mesmo acontecendo com regiões montanhosas remotas como a Bósnia e o Montenegro.
Os vestígios arqueológicos da penetração eslava nos Balcãs são escassos, principalmente para o período anterior ao século VIII. Esta situação tem levado os estudiosos a lançar dúvidas sobre a precisão das fontes históricas, que frequentemente descrevem uma ocupação eslava em larga escala por todos os Balcãs, incluindo a Grécia meridional.

### Interação com a população dos Balcãs
Antes do advento do domínio romano, viveram nos Balcãs diversas populações autóctones desde tempos muito recuados. Nos territórios a sul da chamada linha Jireček viviam os gregos. A norte dessa linha viviam os ilírios na parte ocidental (Ilíria, os trácios na Trácia (modernas Bulgária e Macedónia oriental), e os dácios na Mésia Superior (norte da Bulgária e nordeste da Sérvia) e na Dácia. Esses povos viviam em sociedades que geralmente desconheciam quaisquer tipos de filiação etno-política para além das tribais. Ao longo da Antiguidade clássica, essas tribos foram por vezes subjugadas, conquistadas e influenciadas por celtas, gregos e romanos. No entanto, a influência deste últimos limitou-se a cidades, inicialmente concentradas ao longo da costa da Dalmácia, espalhando-se depois a umas poucas cidades dispersas no interior dos Balcãs, particularmente ao longo do rio Danúbio (Sirmio, Belgrado e Niš). Cidadãos romanos de diversas partes do Império Romano fixaram-se nessas cidades e nas zonas rurais adjacentes. Os territórios rurais do interior continuou a ser populado por povos indígenas que provavelmente mantiveram o seu carácter tribalista.
Após a Queda do Império Romano e numerosos raides bárbaros, a população balcânica decaiu, bem como o comércio, o nível e condições de vida. Muitas pessoas foram mortas ou feitas prisioneiras pelos invasores. Este declínio demográfico foi atribuído principalmente a uma diminuição no número de indígenas camponeses que viviam nas zonas rurais, os quais eram mais vulneráveis aos raides e foram mais atingidos pelas crises financeiras que flagelaram o império em queda. No entanto, os Balcãs não ficaram desertos, pois uma parte considerável dos nativos manteve-se lá. Só algumas regiões foram afetadas pelos raides, nomeadamente as áreas vizinhas das principais rotas terrestres, como o corredor de Morava. Os habitantes pré-eslavos procuraram refúgio em cidades fortificadas e ilhas, enquanto outros fugiram para zonas remotas em montanhas e e florestas, juntando-se aos seus parentes não romanizados e adotando um estilo de vida pastoril transumante.
As cidades maiores conseguiram persistir e inclusivamente florescer ao longo desses tempos difíceis. As evidências arqueológicas sugerem que a cultura das cidades mudou, pois as edificações de estilo romano como fóruns e grandes edifícios públicos foram abandonados e as cidades foram modificadas, passando a ocupar o cimo de montes ou escarpas e a ser fortificadas com muralhas. O centro da vida das cidades desse tempo passou a ser a igreja. Esta transição da cultura romana para a cultura bizantina foi acompanhada pela ascensão de uma nova classe dirigente: a antiga aristocracia dos donos das terras cedeu o lugar a elites militares e ao clero. Além das populações autóctones, quando os eslavos chegaram, havia descendentes dos invasores anteriores, como os hunos e vários povos germânicos. Há ainda registo da presença de tribos sármatas, como os jáziges na região do Banato do Danúbio.
À medida que os eslavos se espalharam para sul nos Balcãs, interagiram com numerosos povos e culturas que ali viviam. Como o seu estilo de vida era baseado na agricultura, preferiam colonizar zonas rurais ao longo das principais rotas por onde se movimentavam. Por não conseguirem tomar as cidades fortificadas maiores, saqueavam os campos e capturavam muitos prisioneiros. No seu Estratégico, Maurício relata que era comum os eslavos incorporarem prisioneiros recém capturados nas suas fileiras. Apesar dos relatos bizantinos de saques e pilhagens, é possível que muitos povos indígenas se tenham assimilado voluntariamente com os eslavos. Estes não dispunham de uma organização centralizada que acelerasse esse processo de "eslavização". A principal prova dessa coexistência encontra-se em vestígios arqueológicos ao longo do Danúbio e da Dácia conhecidos como a cultura de Ipoteşti-Cândeşti. Aí, aldeias que remontam ao século VI apresentam a continuidade com a cultura eslava anterior de Penkovka, modificada por uma mistura de com elementos daco-getas, dácio-romanos e bizantinos, os quais são encontrados na mesma aldeia. Essas interações resultaram numa situação em que as populações pré-eslavas gozavam da proteção que advinha da sua integração numa nova tribo dominante e contribuíram para uma evolução genética e cultural dos eslavos meridionais.
Estes fenómenos resultaram também numa troca de diversas palavras. Por exemplo, a designação eslava para gregos, grci, é derivada do latim graecus, provavelmente usada pela população local romanizada. Por sua vez, os Valacos adotaram muitas palavras eslavas, especialmente relacionadas com agricultura. Não é claro se as culturas e línguas trácias e ilírias originais ainda existiam aquando da chegada dos eslavos. Esse é um tema muito debatido e difícil de analisar devido à grande influência greco-romana na região. Contudo, é certo que as identidades trácias e ilírias desapareceram da história durante este período.
Ao longo do tempo, devido ao maior número de eslavos, a maior parte dos descendentes dos povos indígenas dos Balcãs foram eslavizados, à exceção da Grécia onde os eslavos menos numerosos e dispersos foram helenizados nos séculos seguintes, para o que contribuiu também o retorno à Grécia de muitos gregos no século IX e o papel da igreja e da administração. Os falantes de línguas românicas das cidades fortificadas da Dalmácia conseguiram preservar a sua cultura e língua durante muito tempo, pois o romance dálmata foi falado até ao final da Idade Média, mas também eles acabaram por ser assimilados pelos eslavos. Em contraste, os romano-dácios da Valáquia mantiveram a sua língua baseada no latim, apesar da influência eslava. Aí, depois de séculos de coexistência pacífica, os dois grandes grupos étnicos acabaram por se fundir, dando origem aos romenos.

### Relações com Bizâncio
Os registos literários bizantinos, como por exemplo João de Éfeso, entre outros, mencionam raides eslavos na Grécia durante a década de 580. De acordo com fontes posteriores, como os Milagres de São Demétrio, os Drogubitas, Sagudates, Belegezitas, Berzitos e Vojnitas cercaram Salonica em 614-616, um evento que apesar de tudo teve relevância apenas regional. Em 626, uma força combinada de ávaros, búlgaros e eslavos cercaram Constantinopla. O fracasso do cerco teve repercussões importantes no poderio e prestígio do canato ávaro. Houve mais cercos eslavos a Salonica e em 677 uma coligação de Rinquinos, Sagudates, Drogubitas e Estrimonitas atacaram a cidade. Desta vez os Belegezitas não participaram e chegaram a fornecer cereais aos sitiados.
Há diversas fontes medievais que atestam a presença de eslavos na Grécia. Quando estava a caminho da Terra Santa em 732, São Vilibaldo «chegou à cidade de Monemvasia, na terra da Eslavínia». Esta passagem da obra Vita Willibaldi (lit. "Vida de Vilibaldo") é interpretada como uma indicação da presença eslava no interior do Peloponeso. Referindo-se à epidemia de peste de 744-747, Constantino VII escreveu no século X que «toda a região [do Peloponeso] estava eslavizada». A Crónica de Monemvasia, que cobre o período entre 587 e 805, relata que os eslavos dominavam no Peloponeso ocidental, mas a parte oriental, juntamente com Atenas estava nas mãos dos bizantinos. No entanto, a fiabilidade das fontes existentes é motivo de debate. Por exemplo, enquanto o bizantinista Peter Charanis considera a Crónica de Monemvasia uma fonte fiável, outros historiadores salientam que ela exagera o impacto dos raides eslavos e ávaros na Grécia. Max Vasmer, um proeminente linguista e indo-europeísta, complementa os registos medievais tardios enumerando 429 topónimos eslavos só no Peloponeso. No entanto, há algum debate sobre até que ponto a presença destes topónimos reflete uma ocupação eslava compacta, pois eles podem não advir do primitivo povoamento eslavo.

Apesar dos cronistas medievais mencionarem a ocupação de territórios bizantinos por "hordas" de eslavos, debate-se a existência de provas arqueológicas da presença eslava no interior do Império Bizantino e da sua datação. Florin Curta salienta que não há provas de presença eslava substancial anterior ao século VII e que os vestígios conhecidos são qualitativamente diferentes da "cultura eslava" encontrada a norte do Danúbio. Alguns autores apontam para a rápida adoção das culturas balcânicas locais pelos grupos de língua eslava mais antigos em áreas específicas como a Dalmácia. Ali, o estudo de enterros funerários e cemitérios indicam uma continuidade sem interrupção das tradições do final da Antiguidade, o que reflete uma dinâmica demográfica que corresponde cronologicamente à chegada dos grupos de língua eslava. Além disso, quando as fontes medievais falam de lugares "irem para os eslavos" podem estar a referir-se à extinção da autoridade bizantina nesses lugares e não a uma migração eslava em larga escala; em muitos desses lugares os povos locais podem simplesmente passado a governar-se a eles próprios. De facto, durante a ressaca do colapso de Roma, as comunidades do interior dos Balcãs "tornaram-se eslavas" ao adotarem novas identidades e línguas, orientadas para o centro-leste da Europa em vez do mundo greco-mediterrânico.
| “ | Atualmente é geralmente aceite que as pessoas que viviam nos Balcãs depois das "invasões" eslavas eram provavelmente maioritariamente as mesmas que aquelas que ali viviam antes, embora a criação de novos grupos políticos e a chegada de alguns imigrantes levasse as pessoas a olharem para eleas mesmas como distintas dos seus vizinhos, incluindo os bizantinos. | ” |
|   | — Timothy E. Gregory . |   |

As relações entre os eslavos e os gregos eram provavelmente pacíficas, à parte durante o (suposta) período inicial de fixação e insurreições esporádicas. Por serem agriculturalistas, provavelmente os eslavos comerciavam com os gregos no interior das cidades. Além disso, os eslavos não ocuparam todo o interior nem eliminaram a população grega; algumas aldeias gregas continuaram a existir no interior, possivelmente auto-governando-se e pagando tributo aos eslavos. Algumas aldeias eram provavelmente mistas, e é provável que se tenha dado algum grau de helenização dos eslavos no Peloponeso ainda antes da "re-helenização" ser completada pelos imperadores bizantinos.
Quando os combates nos territórios orientais do império abrandaram ou cessaram, os bizantinos conseguiram retomar lentamente o controle. Tal foi realizado através através do sistema temático (em grego: θέμα; romaniz.: thema). Cada tema era uma província com funções administrativas e militares, na qual estava estacionado um exército comandado por um estratego que era simultaneamente o governador. O sistema de temas surgiu originalmente no início do século VII, durante o reinado do imperador Constante II e a medida que o império recuperava, foi implementado em todas as áreas que estavam ou ficaram sob o domínio bizantino. O primeiro tema balcânico foi o da Trácia, criado em 680. Em 695 foi criado um segundo tema, o de Hélade (ou Helladikoi) que provavelmente foi estabelecido na zona centro-oriental da Grécia. Subjugar os eslavos nesses temas passava simplesmente por satisfazer as necessidades das elites eslavas e incentivar a sua inclusão na administração imperial.
Só cem anos depois é que seria criado um terceiro tema. Em 782-784 o general eunuco Estaurácio lançou uma campanha militar a partir de Salonica para sul, na Tessália e no Peloponeso. Capturou muitos eslavos e transferiu-os para outras regiões, a maior parte deles para a Anatólia (ver Eslavos da Ásia Menor). Não se sabe, no entanto, se a autoridade imperial foi reposta em alguns territórios com esta campanha, embora tal seja provável. Algures entre 790 e 802, foi criado o tema da Macedónia, com base em Adrianópolis, ou seja, a leste do que é hoje a entidade geográfica da Macedónia.
Durante o reinado de Nicéforo I, o Logóteta (r. 802–811) iniciou-se uma recuperação séria e com sucesso. Em 805, foi criado o tema do Peloponeso. Segundo a Crónica de Monemvasia, em 805 o governador bizantino de Corinto entrou em guerra com os eslavos, fê-los desaparecer e autorizou os habitantes originais a reclamarem as suas antigas terras. A cidade de Patras foi reconquistada e a região foi repovoada com gregos. No século IX continuaram a ser criados mais temas, embora muitos resultassem da divisão dos originais maiores. Entre os temas criados nesse século incluem-se os de Salonica, Dirráquio, Estrimão e Nicópolis. A partir destes temas, as leis e cultura bizantinas fluíram para o interior. No final do século IX a maior parte da Grécia era novamente grega cultural e administrativamente, à exceção de algumas poucas pequenas tribos eslavas nas montanhas, como os Melingos e os Ezeritas. Apesar dessas tribos terem permanecido relativamente autónomas até ao período otomano, constituíam uma exceção.
À parte das expedições militares contras eslavos, o processo de re-helenização iniciado sob Nicéforo I envolveu transferência, frequentemente de forçada, de pessoas. Muitos eslavos foram transferidos para para outras partes do império como a Anatólia e foram obrigados a servir no exército. Em contrapartida, muitos gregos da Sicília e da Ásia Menor foram levados para o interior da Grécia para aumentar o número de defensores ao serviço do imperador e diluir a concentração de eslavos. Até não gregos, como por exemplo arménios, foram transferidos para os Balcãs. À medida que mais territórios periféricos do império foram perdidos nos séculos seguintes, como foi o caso das Sicília, sul de Itália e Ásia Menor, os falantes de gregos dessas áreas foram para a Grécia.
O sucesso da re-helenização através da transferência de populações e atividades culturais como a da Igreja sugere que os eslavos se deram com eles no meio de muitos gregos. É duvidoso que um número tão elevado de gregos tenha sido deslocado no século IX, pois é certo que muitos gregos tinham permanecido na Grécia e continuado a falar a sua língua durante o período da ocupação eslava. O sucesso da re-helenização também leva a crer que o número de eslavos na Grécia foi muito inferior do que os encontrados na ex-Jugoslávia e Bulgária. Por exemplo, a re-helenização não se deu na Bulgária quando a administração bizantino foi estabelecida sobre os búlgaros entre 1018 e 1186.
Os bizantinos acabaram por repor a fronteira imperial a norte até o que é hoje a Macedónia, assim se mantendo até 1018, apesar de se terem mantido no interior algumas aldeias eslavas independentes. Dado que os eslavos supostamente ocupavam o interior dos Balcãs, Constantinopla não tinha ligação terrestres com as cidades dálmatas nominalmente sob o seu controle. Isso contribui para a Dalmácia estreitar os seus laços com Itália devido às ligações por mar, apesar de também estas serem afetadas por piratas eslavos. Além disso, Constantinopla ficou também sem ligações por terra com Roma, o que contribuiu para aumentar a separação cultural e política entre os dois centros da Cristandade.
O controlo das tribos eslavas era apenas nominal, pois elas retiveram a sua cultura e língua. No entanto, as tribos eslavas da Macedónia nunca formaram o seu próprio império ou estado, tendo a área mudado de mãos várias vezes entre gregos (bizantinos), búlgaros, sérvios e inclusivamente, embora de forma mais efémera, normandos. Os bizantinos não lograram helenizar completamente a Macedónia porque os seus progressos a norte foram bloqueados pelo Império Búlgaro e, posteriormente, pelo Reino da Sérvia, ambos estados eslavos. Apesar de tudo, a cultura bizantina propagou-se para norte e é patente nos nossos dias, pois a Bulgária, a República da Macedónia e a Sérvia fzem parte do mundo cristão ortodoxo. Até na Dalmácia, onde a influência bizantina foi suplantada por Veneza e Roma, ainda persistem traços da cultura bizantina.

### Estados eslavos

#### Carantânia
No final do século VII, os eslavos ocupavam a maior parte dos Balcãs. Quando foram derrotados pelos longobardos em Lauriana em 720, pararam as tentativas para avançar para ocidente, no que é atualmente o Friul italiano. Liderados pelo mercador franco Samo, em 623 os eslavos rebelaram-se contra os ávaros, que tinham enfraquecido devido a terem sido derrotados em Constantinopla, transformando Samos no governante da primeira entidade política eslava conhecida da história — a União Tribal de Samos. Depois da morte de Samos, o pequeno principado da Carantânia, constituído por eslavos e outros povos, perdeu a independência e passou a fazer parte do império semi-feudal dos francos devido à ameaça crescente das tribos ávaras do leste.

#### Bósnia
O conhecimento moderno da situação política nos Balcãs ocidentais durante a Alta Idade Média é pouco claro. Com a sua chegada, os eslavos trouxeram com eles uma estrutura social tribal que provavelmente só se desfez e deu lugar ao feudalismo com a penetração dos francos na região no final do século IX. Foi também nessa altura que os ilírios foram cristianizados. Devido à sua posição geográfica, a Bósnia e Herzegovina foi provavelmente uma das últimas áreas a passar por este processo, que se presume ter sido originado nos centros urbanos ao longo da costa da Dalmácia.
As circunstâncias políticas na Alta Idade Média levou a que a Bósnia fosse disputada entre o Reino da Hungria e o Império Bizantino. Após uma novo equilíbrio de poderes entre essas duas potências no início do século XII, a Bósnia encontrou-se fora do controlo de ambos e emergiu como um estado independente sob o governo de banos locais.
O primeiro monarca bósnio foi bano Borico. O segundo foi bano Culino, cujo reinado foi marcado pelo início da controvérsia com a Igreja Bósnia, uma seita indígena do bogomilismo considerada herética pela Igreja Católica Romana, que ele autorizou no seu reino. Em respostas às tentativas dos húngaros para usar a política religiosa sobre a seita como forma de reclamar a soberania sobre a Bósnia, Kulin levou a cabo um conselho de líderes religiosos locais para renunciar à heresia e aceitar o catolicismo em 1203. Apesar disto, as ambições húngaras mantiveram-se inalteradas muito para além da morte de Culino em 1204, só diminuindo após uma tentativa de invasão mal sucedida em 1254.
A história da Bósnia daí até ao início do século XIV foi marcada pelo luta pelo poder entre as famílias Šubic e Kotromanic. Este conflito terminou em 1322, quando Estêvão II se tornou bano. Quando morreu, em 1353, tinha conseguido anexar territórios a norte e a oeste, bem como Zaclúmia e partes da Dalmácia. Foi sucedido pelo seu sobrinho Tordácato I, que após uma longa luta com a nobreza e conflitos entre famílias ganhou o controlo total do país em 1367. Tordácato I coroou-se a si próprio a 26 de outubro de 1377 como Estêvão Tordácato I, rei da Ráscia, Bósnia, Dalmácia, Croácia e da Costa Marítima (Adriático).
Segundo as provas arqueológicas, Tordácato I foi coroado em Mile, perto de Visoko, na mesma igreja em que foi depois sepultado, construída durante o reinado de Estêvão II, cujo túmulo também lá se encontra. Após a morte de Tordácato em 1391 a Bósnia entrou num longo período de declínio, O Império Otomano tinha já iniciado as suas conquistas na Europa e constituiu uma grande ameaça nos Balcãs ao longo da primeira metade do século XV. Finalmente, depois de décadas de instabilidade política e social, o Reino da Bósnia cessou de existir em 1463.

#### Bulgária
A seguir ao colapso da Antiga Grande Bulgária, no século VII, os búlgaros de Asparuque chegaram à Cítia Menor em 680 e aliaram-se às populações eslavas locais para formar a Bulgária. Os eslavos aceitaram como seus governantes os cãs búlgaros mas mantiveram uma autonomia significativa. Ambos os povos tinham que proteger o país dos bizantinos a sul e do Grão-Canato Avar a noroeste. Os bizantinos estavam cientes desta nova ameaça, mas foram derrotados em 680 na batalha de Ongala e em 681 reconheceram oficialmente a Bulgária como um país soberano, que atualmente é conhecido como Primeiro Império Búlgaro.
Em meados do século IX a Bulgária tinha-se expandido muito para as áreas populadas por eslavos da península balcânica, na Trácia, Mésia, Macedónia e Dácia. O cã Omortague (r. 815–831) levou a cabo uma reforma administrativa que tinha como objetivo centralizar o país e que privou os eslavos da sua autonomia. Como resultado, algumas tribos eslavas do noroeste revoltaram-se, mas foram rapidamente subjugadas.
A seguir à cristianização da Bulgária, criação dos alfabetos glagolítico e cirílico e do aparecimento duma língua literária búlgara, os búlgaros e eslavos finalmente fundiram-se no povo búlgaro. Em 927 os bizantinos viram-se obrigados a reconhecer o título imperial dos governantes búlgaros (czares) e o Patriarcado Búlgaro. A Bulgária tornou-se o centro cultural do mundo eslavo ortodoxo nos séculos IX e X. Depois da destruição do Primeiro Império Búlgaro pelo imperador bizantino Basílio II Bulgaróctono em 1018, a Bulgária ficou sob o domínio bizantino. O Segundo Império Búlgaro assegurou a sua independência dos bizantinos em 1185, tendo durando até 1396, quando foi conquistado pelos otomanos.

#### Croácia
No Balcãs ocidentais, as configurações tribais do século VII formariam uma base para pequenos estados primitivos, claramente influenciados pelo feudalismo ocidental. Os eslavos do norte da Panónia (acima do Drava) faziam parte do Principado de Balatão, dado pelos francos a um príncipe exilado de Nitra, enquanto que as regiões a sul do Drava faziam parte da "Sávia", um território sobre o qual pouco se sabe. Os francos e os búlgaros lutaram pelo seu controlo inicialmente e mais tarde tornou-se uma área de conflito entre a Hungria e a Croácia. Os croatas eram vassalos dos francos até que se terem tido êxito quando se revoltaram contra eles na década de 850, tendo então formado o Principado dos Croatas na Dalmácia do norte.

#### Sérvia
As provas arqueológicas sugerem que os sérvios fizeram parte da vaga de eslavos do século VI. Segundo fontes bizantinas, os sérvios colonizaram terras do que é hoje a Sérvia, Montenegro, Croácia e Bósnia e Herzegovina durante o reinado do imperador Heráclio (r. 610–641). Os sérvios tornaram-se federados dos bizantinos e mantinham as fronteiras como vassalagem. Subsequentemente foi-lhes dada mais autonomia com Venceslau (fl.  768–814) e independência total com Blastímero (r. 836–850). A Sérvia foi um aliado dos bizantinos ao longo da maior parte da Idade Média e assegurou a sua independência com grande diplomacia com Bizâncio. No século XIV, o estado sérvio governado por Estêvão Uresis I alcançou a proeminência no sul dos Balcãs, tornando-se o Império Sérvio. A decadência viria após a a derrota frente ao Império Otomano na batalha do Kosovo, em 1389.

#### Período otomano
Enquanto o Império Bizantino foi suficientemente forte, serviu como tampão eficaz contra as incursões otomanas na sudeste da Europa e, consequentemente, nas terras dos eslavos meridionais. Quando o poder bizantino se desvaneceu devido às conquistas de outras potências, o crescente Império Otomano descobriu e explorou fraquezas umas a seguir a outras.
Os Otomanos capturaram Salonica aos venezianos em 1387. A vitória otomana na batalha do Kosovo em 1389 marcou o fim do poder sérvio na região tornando possível a expansão otomana na Europa. Estêvão Lazarević da Sérvia tornou-se vassalo do Império Otomano. A batalha de Nicópolis, travada em 1396 e considerada a última cruzada em larga escala da Idade Média, não logrou impedir o avanço vitorioso dos turcos e pôs fim ao Segundo Império Búlgaro.

## Povos eslavos meridionais
A divisão étnica entre os eslavos meridionais coincide com a divisão linguística. Existem dois grandes grupos, o oriental, com cerca de 12,5 milhões de pessoas no seu conjunto, e o ocidental, com pouco menos de 25 milhões de pessoas.
| Grupo oriental                                                                           | População (milhões) |          | Grupo ocidental | População (milhões) |
| ---------------------------------------------------------------------------------------- | ------------------- | -------- | --------------- | ------------------- |
| Sérvios                                                                                  | 10,5                | Búlgaros | 8 a 10          |                     |
| Croatas                                                                                  | 8 a 8,5             | Croatas  | 2 a 2,5         |                     |
| Bosníacos                                                                                | 3                   | Torlaks  |                 |                     |
| Eslovenos                                                                                | 2,5                 |          |                 |                     |
| Montenegrinos                                                                            | 0,4                 |          |                 |                     |
| Jugoslavos, Bunjevci, Muçulmanos por nacionalidade, Torlaks e outros grupos minoritários | ...                 |          |                 |                     |

## Países
Em 2012 havia os seguintes países nos quais a maioria da população era eslava meridional:
 Bósnia e Herzegovina (46% bosníacos, 37% sérvios, 15% croatas)
 Bulgária (85% búlgaros)
 Croácia (90% croatas, 4% sérvios)
 Eslovênia (83% eslovenos, 2% sérvios, 2% croatas, 1% bosníacos)
 Macedônia do Norte (65% macedónios, 2% sérvios, 1% bosníacos)
 Montenegro (45% montenegrinos, 29% sérvios, 13% bosníacos e muçulmanos por nacionalidade, 1% croatas)
 Sérvia (83% sérvios, 2% bosníacos, 1% jugoslavos, 1% croatas, 1% montenegrinos)
Além desses países, há minorias de eslavos minoritários nos países vizinhos, como Itália (eslovenos e croatas), Áustria (eslovenos e croatas), Hungria (eslovenos, sérvios e croatas), Roménia (croatas, búlgaros e sérvios), Turquia (búlgaros e bosníacos), Grécia (falantes de línguas eslavas da Macedónia grega e Pomaks), Albânia (búlgaros, macedónios, sérvios e montenegrinos).

## Religião
A diversidade religiosa e cultural da região habitada pelos eslavos mreidionais teve um influência considerável sobre a sua religião. Originalmente um povo pagão e politeísta, os eslavos do syl têm preservado muitos dos seus antigos rituais e folclore tradicional, frequentemente misturando-o com a religião a que se converteram posteriormente.
Atualmente a maioria dos eslavos meridionais são cristãos ortodoxos, sobretudo os búlgaros, macedónios, sérvios e montenegrinos. A maioria dos eslovenos e croatas são católicos. Há também muçulmanos, que constituem a maioria dos bosníacos, dos gorani, dos chamados "muçulmanos por nacionalidade", os torbesh (macedónios muçulmanos) e os pomaks (búlgaros muçulmanos).